# Hercules: Slayer of the Damned
Hercules: Slayer of the Damned è un videogioco picchiaduro a incontri, con protagonista Ercole, pubblicato nel 1988 per Amstrad CPC, Commodore 64, MSX e ZX Spectrum dalla Gremlin Graphics. Il titolo ("uccisore dei dannati") è riportato anche con punto esclamativo sulle copertine, o come Hercules & the Damned su alcuni supporti.
Alcune riviste di settore lo giudicarono simile a Barbarian, ma di qualità inferiore.

## Modalità di gioco
Il giocatore controlla Ercole che, armato di clava, deve affrontare una serie di combattimenti uno contro uno con scheletri armati di spada. Durante i combattimenti compaiono occasionalmente nell'arena delle icone (o nuvolette su Commodore) che corrispondono alle Dodici fatiche di Ercole e devono essere colpite per raccoglierle. Ottenute le dodici icone si passa a uno scontro finale con un minotauro armato di tridente.
L'azione è bidimensionale, con vista di profilo e scenario fisso, che rappresenta le rovine di un tempio greco nella prima parte e l'inferno nello scontro finale.
A disposizione del giocatore ci sono diverse mosse offensive e difensive, con mani e piedi oltre che con la clava.
L'immagine di un serpente si sposta lentamente e continuamente nella parte bassa dello schermo e i nemici sono vulnerabili agli attacchi solo quando si trovano al di sopra di essa. Quando la lotta va male per il giocatore, il serpente tende ad allungarsi per facilitarlo, e viceversa.
Ogni tanto compare anche un ragno, che se non viene colpito in tempo sottrae una delle icone guadagnate da Ercole.